# Hong Kong ai Giochi della XXI Olimpiade
Hong Kong partecipò ai Giochi della XXI Olimpiade che si sono svolti a Montréal dal 17 luglio al 1º agosto 1976, con una delegazione di 25 atleti impegnati in 6 discipline per un totale di 27 competizioni. Fu la settima partecipazione di questo paese ai Giochi. Non fu conquistata nessuna medaglia.